# Evangelische Landeskirche Anhalts
Die Evangelische Landeskirche Anhalts war zwischen 1945 und 1969 und ist seit 1991 wieder eine von jetzt 20 Gliedkirchen (Landeskirchen) der Evangelischen Kirche in Deutschland (EKD). Wie alle Landeskirchen ist sie eine Körperschaft des öffentlichen Rechts; ihr Sitz ist in Dessau-Roßlau.
Die Kirche hat derzeit ca. 24.000 Gemeindemitglieder (2024) mit 212 Kirchen in 125 Kirchengemeinden. Sie ist damit gemessen an Zahl ihrer Gemeindeglieder die kleinste Landeskirche Deutschlands. Umgekehrt steht sie mit einem Frauenanteil von 59,7 % an erster Stelle unter allen Gliedkirchen der EKD. Mit Sie ist eine der unierten Kirchen innerhalb der EKD und Mitglied in der Union Evangelischer Kirchen (UEK) sowie des Ökumenischen Rats der Kirchen.
Eine Hauptkirche der Evangelischen Landeskirche Anhalts im eigentlichen Sinne gibt es seit der Zerstörung der Stadt- und Schlosskirche St. Marien im Zentrum von Dessau im Zweiten Weltkrieg nicht mehr. Diese wurde vor allem nach 1989 zwar mit öffentlichen Mitteln wieder aufgebaut und gehört immer noch der Kirchengemeinde St. Johannis / St. Marien, ist jedoch an die Stadt Dessau-Roßlau verpachtet und wird vor allem für Konzerte und andere Veranstaltungen (gelegentlich auch für Gottesdienste) genutzt. Große repräsentative Veranstaltungen der Landeskirche finden oft in der ebenfalls im Zentrum gelegenen Kirche St. Johannis statt. Der Kirchenpräsident ist zugleich zweiter Pfarrer an der Kirche St. Georg.

## Gebiet der Landeskirche
Das Gebiet der Evangelischen Landeskirche Anhalts umfasst das ehemalige Land Anhalt, das bis 1945 bestand und das seither mit dem größten Teil der ehemals preußischen Provinz Sachsen das Land Sachsen-Anhalt bildet. Seit der zweiten Kreisreform in Sachsen-Anhalt umfasst das Kirchengebiet größere Teile der Landkreise Anhalt-Bitterfeld und Salzlandkreis, kleinere Teile der Landkreise Harz, Mansfeld-Südharz und Wittenberg sowie die kreisfreie Stadt Dessau-Roßlau. Die Kirchengemeinde der früheren anhaltischen Exklave Dornburg im heutigen Landkreis Jerichower Land wurde 1982 in die damalige Evangelische Kirche der Kirchenprovinz Sachsen umgegliedert. Auch die Kirchen in den ehemaligen Exklaven Groß- und Kleinmühlingen sowie Groß- und Kleinalsleben gehören zur daraus entstandenen Evangelischen Kirche in Mitteldeutschland. Umgekehrt ist die ehemals preußische Dorfkirche Altjeßnitz heute Teil des Pfarramts Raguhn im anhaltischen Kirchenkreis Dessau.

## Geschichte
Die Fürsten von Anhalt führten in ihren Fürstentümern sehr früh die Reformation nach Wittenberger Prägung ein (Köthen 1525, Bernburg 1526, Dessau 1534). In den theologischen Streitigkeiten nach dem Tod Luthers 1546 versuchten die Fürsten lange neutral zu bleiben. Anknüpfend an die wichtige Rolle, die die vermittelnde Theologie Philipp Melanchthons in Anhalt spielte, und in Abgrenzung insbesondere von Kursachsen gingen die Söhne Fürst Joachim Ernsts jedoch seit 1596 zur reformierten Konfession über, zunächst durch eine Liturgiereform, seit 1606 dann durch die Einführung des Heidelberger Katechismus. Nach der Landesteilung dieses Jahres bestanden dann vier reformierte Landeskirchen. Im Fürstentum Anhalt-Zerbst wurde jedoch seit 1642 ein lutherisches Kirchenwesen aufgebaut, mit der Konkordienformel als Bekenntnisgrundlage. Hier wurde den reformierten, in den anderen Teilfürstentümern den lutherischen Einwohnern seit 1679 (Zerbster Rezess) die freie Religionsausübung gestattet. In den Residenzstädten und einigen anderen Orten bauten sie sich in der Folge eigene Kirchen.
Bei Gründung des Deutschen Bundes bestanden 1815 drei souveräne anhaltische Staaten: Anhalt-Bernburg, Anhalt-Dessau und Anhalt-Köthen; diese wurden 1863 zum Herzogtum Anhalt vereinigt.

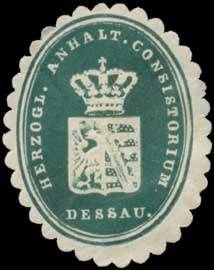
Siegelmarke des Herzoglich Anhaltischen Consistoriums zu Dessau

1820 wurde in Bernburg und 1827 in Dessau die Union von lutherischen und reformierten Gemeinden durchgeführt („unierte Landeskirchen“). In Köthen erfolgte diese Union erst 1880. Doch gab es bereits seit der Wiedervereinigung der anhaltischen Staaten im Jahre 1863 eine einheitliche Landeskirche, die zwischen 1875 und 1878 auch eine synodale Grundlage erhielt.
Oberhaupt der „Evangelischen Landeskirche des Herzogtums Anhalt“ bzw. ihrer Vorgängerkirchen war der Landesherr als „summus episcopus“. Er übte sein Kirchenregiment seit dem späten 17. Jahrhundert durch ein Konsistorium aus. Die geistliche Leitung hatten die Superintendenten, die – neben weltlichen Regierungsräten – auch im Konsistorium saßen. Der Titel eines Generalsuperintendenten entstand erst im späten 19. Jahrhundert.
In der Novemberrevolution musste der Herzog von Anhalt abdanken, was das Ende des landesherrlichen Kirchenregiments bedeutete.
Die Landeskirche gab sich in der Folge erstmals eine Verfassung, die am 14. August 1920 in Kraft trat. Sie galt zeitgenössisch als demokratischste Kirchenverfassung Deutschlands, weil sie ein biblisches (kein historisches) Bekenntnis ebenso beinhaltete wie die Glaubens- und Gewissensfreiheit für alle Mitglieder, die zudem über sehr weitgehende Mitspracherechte verfügten.
Souverän ist seither das Kirchenvolk, das eine Landessynode – zunächst in direkter Wahl – bestimmte. Die Regierung der Kirche bildet der von der Landessynode auf Zeit gewählte  Landeskirchenrat. In diesem aus drei bis fünf Personen zusammengesetzten Gremium führt der Kirchenpräsident den Vorsitz. Diesen Titel gibt es seit 1957. Zuvor hieß der Vorsitzende Oberkirchenrat. Verwaltungsbehörde der Landeskirche ist das Landeskirchenamt.
1960 trat die Evangelische Landeskirche Anhalts der Evangelischen Kirche der Union bei. Nach deren Auflösung 2003 wurde sie Mitglied der Union Evangelischer Kirchen. Zwischen 1969 und 1991 war die Landeskirche eine Gliedkirche des Bundes der Evangelischen Kirchen in der DDR.

## Leitung der Landeskirche

### Landeskirchenrat

Verfassungsschema der Ev. Landeskirche Anhalts

Die Landeskirche wird von den drei Leitungsgremien Landeskirchenrat, Kirchenleitung (s. u.) und Landessynode geleitet. Vorsitzender des Landeskirchenrates ist der Kirchenpräsident (bis 1957 „Oberkirchenrat“), ein Theologe. Dem Landeskirchenrat gehören weiterhin die Dezernatsleiter des Landeskirchenamts (Oberkirchenräte) an. Der Landeskirchenrat wird von der Landessynode gewählt.

### Oberkirchenräte und Kirchenpräsidenten
- 1919–1923: Franz Hoffmann, Oberkirchenrat mit dem beibehaltenen Titel „Generalsuperintendent“
- 1923–1931: Albert Hinze, Oberkirchenrat
- 1931–1933: Willy Knorr, Oberkirchenrat
- 1933–1945: Rudolf Wilkendorf, Oberkirchenrat und ab 1944 Präsident
- 1945–1950: Udo Müller, Oberkirchenrat
- 1950–1960: Waldemar Schröter, Oberkirchenrat (ab 1957 Kirchenpräsident)
- 1961–1970: Martin Müller, Kirchenpräsident
- 1970–1994: Eberhard Natho, Kirchenpräsident
- 1994–2009: Helge Klassohn, Kirchenpräsident
- 2009–2024: Joachim Liebig, Kirchenpräsident
- ab 2024: Karsten Wolkenhauer, Kirchenpräsident

## Landessynode
Als „Parlament“ und wichtigstes Leitungsgremium hat die Landeskirche eine Landessynode. 33 ihrer insgesamt 39 Mitglieder (Synodale) werden von den Ältesten der Kirchenkreise gewählt, zwei Drittel müssen Nicht-Theologen und ein Drittel Pfarrer sein. Sechs Synodale werden von der Kirchenleitung berufen. Hinzu kommen seit der Frühjahrstagung 2019 der Synode zwei Jugendsynodale. Mit ihnen erhöht sich die Zahl der Mitglieder der Landessynode vorübergehend auf 41.
Vorsitzender der Landessynode ist der Präses der Synode, derzeit Andreas Köhn. Sein Vorgänger war Christian Preissner, der Andreas Schindler (verstorben 2018) im Amt folgte. Der Präses der Synode und zwei gewählte Beisitzerinnen oder Beisitzer bilden das „Präsidium der Synode“, das wiederum zusammen mit zwei weiteren gewählten Vertretern der Synode und dem Landeskirchenrat die Kirchenleitung der Evangelischen Landeskirche Anhalts bildet.
Die Synode tagt in der Regel zweimal jährlich, dazwischen tagen ständige und nichtständige Ausschüsse.

## Verwaltung der Landeskirche

### Landeskirchenamt und Verwaltungshierarchie
Der Kirchenpräsident hat seinen Amtssitz in Dessau-Roßlau. Im dortigen Landeskirchenamt wird die Landeskirche vom Landeskirchenrat, dem ständigen Leitungsgremium der Kirche („Regierung“ der Kirche) und dessen Mitarbeiter verwaltet. Dem Landeskirchenrat gehören die Dezernatsleiterinnen und Dezernatsleiter des Landeskirchenamtes (sie führen den Titel „Oberkirchenrat“ oder „Oberkirchenrätin“) sowie der Kirchenpräsident an.
In der Verwaltungshierarchie ist die Landeskirche von unten nach oben wie folgt aufgebaut:
An der Basis stehen die Kirchengemeinden als Körperschaften des öffentlichen Rechts mit gewählten Kirchenvorständen, den „Gemeindekirchenräten“. Die Mitglieder dieser Gemeindekirchenräte heißen „Älteste“ oder auch „Gemeindekirchenrat“. Mehrere Kirchengemeinden bilden zusammen einen Kirchenkreis (in der allgemeinen Verwaltung einem Landkreis vergleichbar), an dessen Spitze ein Kreisoberpfarrer oder eine Kreisoberpfarrerin steht. Die Kirchenkreise sind keine Körperschaften des öffentlichen Rechts und haben als Gremium die Kreissynode, deren Mitglieder von den jeweiligen Kirchengemeinden bestellt werden. Die fünf Kirchenkreise bilden zusammen die Landeskirche.

### Kirchenkreise
Die 5 Kirchenkreise gliedern sich in 140 Kirchengemeinden, die zu Regionen zusammengefasst sind.
- Dessau
  - Region Dessau Innenstadt
  - Region An der Elbe
  - Region Ost
  - Region Süd
  - Region West
- Köthen
  - Region Stadt Köthen
  - Region Nord
  - Region Südwest
  - Region Südost
- Zerbst
  - Region West
  - Region Ost
- Bernburg
  - Region Bernburg
  - Region West
  - Region Nord-West
- Ballenstedt
  - Region Unterharz
  - Region Vorharz
  - Region Harz-Vorland

## Gesangbücher

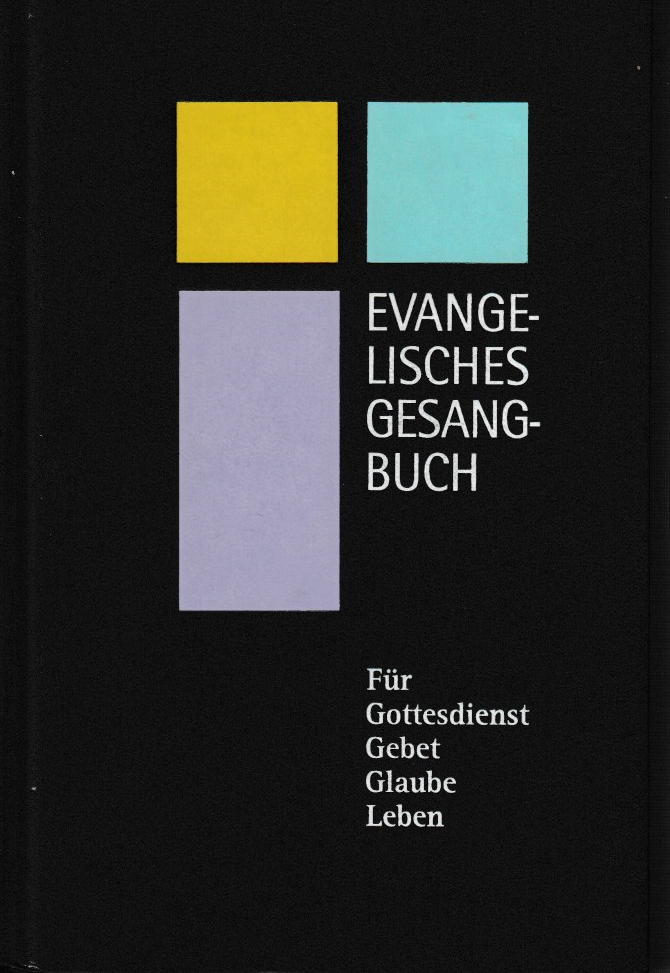
Evangelisches Gesangbuch

Die Gemeinden der Evangelischen Landeskirche Anhalts singen bzw. sangen in den jüngsten Jahrzehnten vor allem aus folgenden Gesangbüchern:
- Evangelisches Gesangbuch für das Herzogtum Anhalt (bzw. für die Anhaltische Landeskirche). Hrsg. gemäß der kirchlichen Verordnung vom 15. Februar 1883.
- Gesangbuch für die Provinz Sachsen und Anhalt. Eingeführt durch Beschluss des Landeskirchenrates vom 3. Februar 1931.
- Evangelisches Kirchengesangbuch, Ausgabe für die Konsistorialbezirke Berlin, Magdeburg, Greifswald und Görlitz und für die Evangelische Landeskirche Anhalts, Berlin ca. 1950 bzw. mit dem Titel „Evangelisches Kirchengesangbuch, Ausgabe für die Evang. Landeskirche Anhalt, Evang. Kirche Berlin-Brandenburg, Evang. Kirche des Görlitzer Kirchengebietes, Evang. Landeskirche Greifswald, Evang. Kirche der Kirchenprovinz Sachsen“.
- Evangelisches Gesangbuch, Ausgabe für die Evangelische Landeskirche Anhalts, die Evangelische Kirche in Berlin-Brandenburg, die Evangelische Kirche der schlesischen Oberlausitz, die Pommersche Evangelische Kirche, die Evangelische Kirche der Kirchenprovinz Sachsen. Eingeführt am Osterfest, 3. April 1994.

## Kirchenzeitung

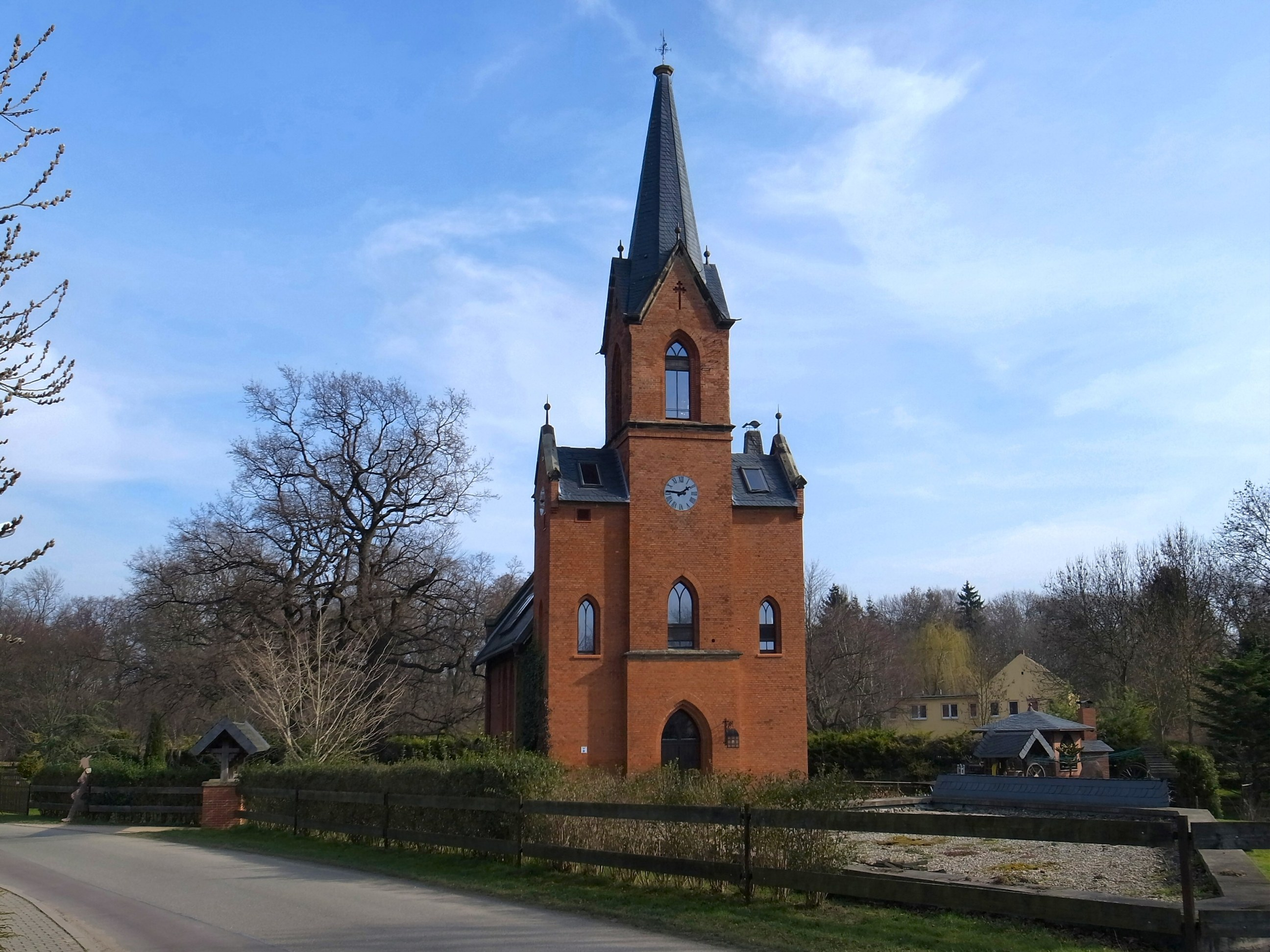
Ehemalige Kirche in Warmsdorf

Die wöchentliche Zeitung erscheint in Zusammenarbeit mit der Evangelischen Kirche in Mitteldeutschland – sie trägt den Titel Glaube und Heimat.

## Schließungen und Umnutzungen von Kirchen
Ökonomische Zwänge durch den Rückgang der Gemeindemitglieder und der Kirchensteuereinnahmen in der Evangelischen Landeskirche Anhalts führen dazu, dass Kirchen geschlossen werden.